# Maria Keohane

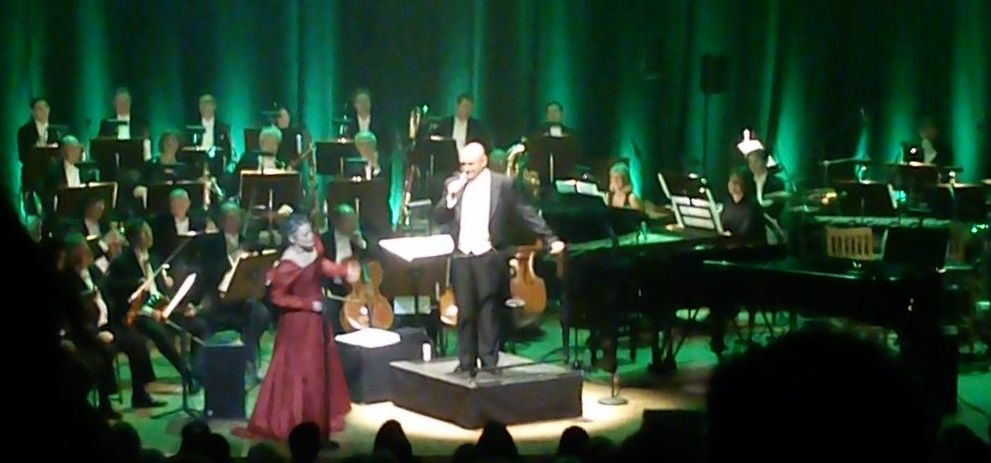
Maria Keohane mit Dirigent Hans Ek (2011)

Maria Keohane (* 13. Mai 1971 in Manchester) ist eine schwedische Sängerin (Sopran).

## Leben
Maria Keohane wurde 1971 in Manchester geboren und wuchs in Schweden auf. Sie studierte an der Universität Göteborg und an der Königlichen Opernakademie in Kopenhagen. Sie wirkt als Opern- und Oratoriensängerin im Fach Alte Musik und kooperierte u. a. mit dem Barockorchester der Europäischen Union für das CD-Projekt Pure Handel.

## Auszeichnungen
- 2000: Internationaler Van-Wassenaer-Wettbewerb
- 2005: Reumert Talentpreis für die Rolle der Armida in Georg Friedrich Händels Rinaldo
- 2013: Preis der deutschen Schallplattenkritik für die Einspielung der geistlichen Konzerte von Matthias Weckmann